# Martignana di Po
Martignana di Po (lombardul: Martignèna) település Olaszországban, Lombardia régióban, Cremona megyében. Lakosainak száma 1976 fő (2023. január 1.). Martignana di Po Casalmaggiore, Colorno, San Giovanni in Croce, Gussola, Casteldidone és Sissa Trecasali községekkel határos.

## Népesség
A település lakossága az elmúlt években az alábbi módon változott:
| Lakosok száma | 2013 | 2017 | 2042 | 1976 |
|               | 2013 | 2017 | 2018 | 2023 |